# Tosse
Tosse – miejscowość i gmina we Francji, w regionie Nowa Akwitania, w departamencie Landy.
Według danych na rok 1990 gminę zamieszkiwało 1307 osób, a gęstość zaludnienia wynosiła 73 osób/km² (wśród 2290 gmin Akwitanii Tosse plasuje się na 333. miejscu pod względem liczby ludności, natomiast pod względem powierzchni na miejscu 618.).